# It’s On
It’s On – singel promujący mixtape amerykańskiego producenta hip-hopowego, DJ-a Clue. Wydany w 1999 roku.
W pierwszym utworze, „It’s On”, wystąpił DMX. B-sidem jest „If They Want It”. w którym wystąpił Fabolous. Podkłady obu utworów zostały wyprodukowane przez DURO.

## Lista utworów
1. „It’s On” (Radio Edit) (ft. DMX)
2. „It’s On” (TV Track) (ft. DMX)
3. „If They Want It” (Radio Edit) (ft. Fabolous)
4. „If They Want It” (TV Track) (ft. Fabolous)